# Bart Johnson

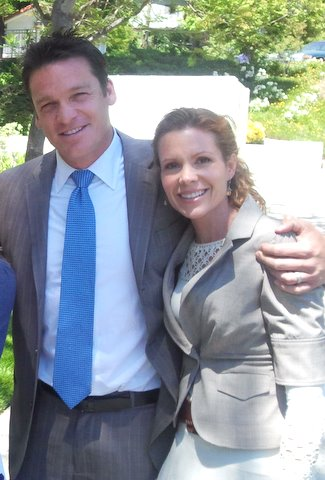
Bart Johnson

Barton Robert Johnson (Hollywood, 15 dicembre 1970) è un attore statunitense, conosciuto per aver interpretato il ruolo del coach Jack Bolton nella trilogia dei film Disney per la televisione di High School Musical, interpretando il padre di Troy Bolton (Zac Efron). Altri ruoli televisivi di Johnson includono Babylon 5, JAG - Avvocati in divisa, CSI: Miami e altri. È sposato con Robyn Lively, sorella di Blake e Eric Lively.

## Filmografia parziale

### Cinema
- Mi familia (My Family), regia di Gregory Nava (1995)
- The Date, regia di Francine McDougall - cortometraggio (1997)
- Simon Says - Gioca o muori! (Simon Says), regia di William Dear (2006)
- Taking 5 - Una Rock Band in Ostaggio (Taking 5), regia di Andrew Waller (2007)
- Il campeggio dei papà (Daddy Day Camp), regia di Fred Savage (2007)
- Happy Valley, regia di Tina Murgas (2007)
- The Run, regia di Bart Johnson - cortometraggio (2008)
- High School Musical 3: Senior Year, regia di Kenny Ortega (2008)
- Desertion, regia di Francine Michelle (2008)
- The Cell 2 - La soglia del terrore (The Cell 2), regia di Tim Iacofano (2009)
- Evil Angel, regia di Richard Dutcher (2009)
- The Yankles, regia di David R. Brooks (2009)
- Animals, regia di Douglas Aarniokoski (2009)
- The Harsh Life of Veronica Lambert, regia di Nika Agiashvili (2009)
- Monster Mutt, regia di Todd Tucker (2011)
- Vergiss nie, dass ich Dich Liebe, regia di Carlo Rola (2011)
- Vamp U, regia di Matt Jespersen e Maclain Nelson (2011)
- Cross, regia di Patrick Durham (2011)
- Beautiful Wave, regia di David Mueller (2011)
- A Green Story, regia di Nika Agiashvili (2012)
- A Deadly Obsession, regia di John Stimpson (2012)
- The Saratov Approach, regia di Garrett Batty (2013)
- Locker 13, regia di Bruce Dellis (2014) - (episodio The Byzantine Order)
- #Stuck, regia di Stuart Acher (2014)
- Small Town Crime, regia di Eshom e Ian Nelms (2017)
- Someone Like You, regia di Tyler Russell (2024)

### Televisione
- Crossroads – serie TV, episodio 1x10 (1993)
- Bayside School - La nuova classe – serie TV, episodio 2x16 (1994)
- Un detective in corsia (Diagnosis: Muder) – serie TV, episodio 2x16 (1995)
- Thunder Alley – serie TV, episodio 2x18 (1997)
- Walker Texas Ranger – serie TV, episodio 6x01 (1997)
- JAG - Avvocati in divisa (JAG) – serie TV, episodi 3x09, 10x07 (1997, 2004)
- Babylon 5 – serie TV, episodio 5x03 (1998)
- Hyperion Bay – serie TV, 17 episodi (1998-1999)
- CSI: Miami – serie TV, episodio 2x13 (2004)
- High School Musical, regia di Kenny Ortega – film TV (2006)
- High School Musical 2, regia di Kenny Ortega – film TV (2007)
- NCIS: Los Angeles – serie TV, episodio 6x10 (2014)
- NCIS - Unità anticrimine (NCIS) – serie TV, episodio 13x03 (2015)
- The Rookie – serie TV, episodio 2x11 (2020)
- Hawaii Five-0 – serie TV, episodio 10x19 (2020)
- 9-1-1: Lone Star – serie TV, episodi 3x17-3x18 (2022)
- High School Musical: The Musical – serie TV, episodi 4x01, 4x06 (2023)
- Quantum Leap – serie TV, episodio 1x17 (2023)
- Yellowstone – serie TV, episodi 5x13 (2024)

## Doppiatori italiani
Nelle versioni in italiano delle opere in cui ha recitato, Bart Johnson è stato doppiato da:
- Mauro Gravina in High School Musical, High School Musical 2, High School Musical 3: Senior Year, High School Musical: The Musical - La serie
- Fabio Boccanera in The Cell 2 - La soglia del terrore
- Stefano Valli in A Christmas Wish
- Roberto Draghetti in NCIS: Los Angeles
- Stefano Macchi in Gortimer Gibbon - La vita a Normal Street
- Stefano Alessandroni in NCIS - Unità anticrimine
- Fabrizio Russotto in 9-1-1: Lone Star